# Joachim Büchner
Joachim Büchner (ur. 8 kwietnia 1905 w Altenburgu, zm. 22 lutego 1978 w Leverkusen) – niemiecki lekkoatleta sprinter, medalista olimpijski z 1928.
Specjalizował się w biegu na 400 metrów. Zdobył brązowy medal na tym dystansie na igrzyskach olimpijskich w 1928 w Amsterdamie, za Amerykaninem Rayem Barbutim i Kanadyjczykiem Jamesem Ballem.
Startował również na igrzyskach olimpijskich w 1932 w Los Angeles, gdzie odpadł w półfinale biegu na 400 metrów, a w sztafecie 4 × 400 metrów zajął wraz z kolegami 4. miejsce (sztafeta biegła w składzie: Büchner, Walter Nehb, Adolf Metzner i Otto Peltzer).
Büchner poprawił rekord Niemiec w biegu na 400 metrów 1 września 1927 w Magdeburgu uzyskując czas 48,1 s, a 2 września 1928 w Berlinie jako pierwszy Niemiec uzyskał wynik poniżej 48 sekund na tym dystansie przebiegając 400 metrów w 47,8 s. Był również rekordzistą Niemiec w sztafecie 4 × 400 m z czasem 3:14,4 osiągniętym na igrzyskach w Los Angeles 7 sierpnia 1932.
Był mistrzem Niemiec w biegu na 400 m w latach 1927-1929, a także wicemistrzem w 1931 i 1932.